# Quièvrecourt
Quièvrecourt est une commune française située dans le département de la Seine-Maritime en région Normandie.

## Géographie

### Communes limitrophes
| Saint-Martin-l'Hortier |              | Neufchâtel-en-Bray |
| Bully                  | Quièvrecourt |                    |
| Esclavelles            |              | Neuville-Ferrières |

### Hydrographie
La commune est située dans le bassin Seine-Normandie. Elle est drainée par l'Arques, le Philbert, la Marie-Cloche et le Sorengs,,.
L'Arques, d'une longueur de 67 km, prend sa source dans la commune de Gaillefontaine, à une altitude de 204 m (le cours d'eau porte alors le nom de rivière de la Béthune) et se jette  dans la Manche à Dieppe, après avoir traversé 24 communes. 

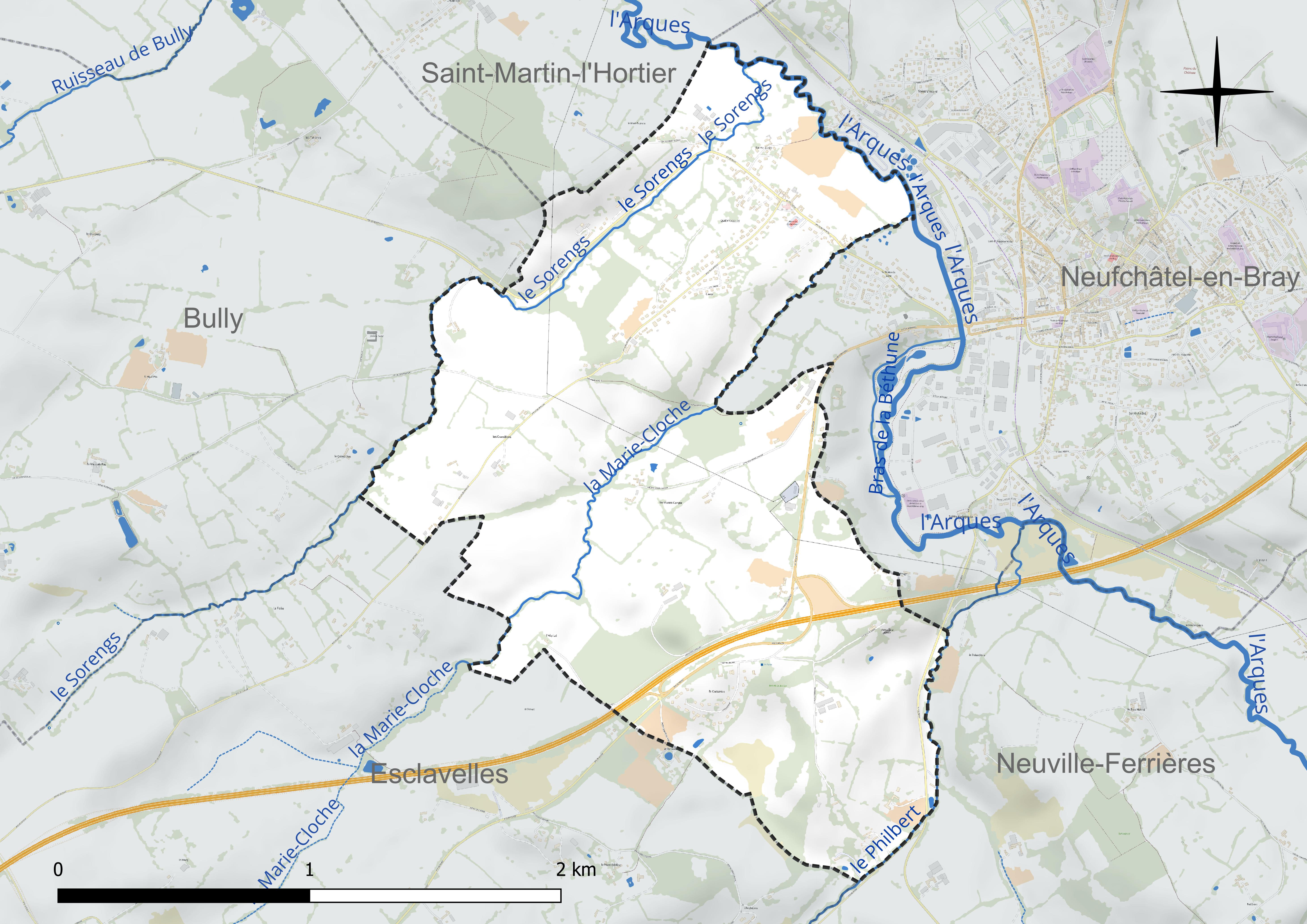
Réseau hydrographique de Quièvrecourt.

### Climat
Pour des articles plus généraux, voir Climat de la Normandie et Climat de la Seine-Maritime.
En 2010, le climat de la commune est de type climat océanique altéré, selon une étude du CNRS s'appuyant sur une série de données couvrant la période 1971-2000. En 2020, Météo-France publie une typologie des climats de la France métropolitaine dans laquelle la commune est exposée à un climat océanique et est dans la région climatique Côtes de la Manche orientale, caractérisée par un faible ensoleillement (1 550 h/an) ; forte humidité de l’air (plus de 20 h/jour avec humidité relative > 80 % en hiver), vents forts fréquents. Parallèlement le GIEC normand, un groupe régional d’experts sur le climat, différencie quant à lui, dans une étude de 2020, trois grands types de climats pour la région Normandie, nuancés à une échelle plus fine par les facteurs géographiques locaux. La commune est, selon ce zonage, exposée à un « climat contrasté des collines », correspondant au Pays de Bray, bien arrosé et frais.
Pour la période 1971-2000, la température annuelle moyenne est de 10,5 °C, avec une amplitude thermique annuelle de 13,5 °C. Le cumul annuel moyen de précipitations est de 886 mm, avec 13,3 jours de précipitations en janvier et 8,4 jours en juillet. Pour la période 1991-2020, la température moyenne annuelle observée sur la station météorologique la plus proche, située sur la commune de Bouelles à 6 km à vol d'oiseau, est de 10,7 °C et le cumul annuel moyen de précipitations est de 838,4 mm,. Pour l'avenir, les paramètres climatiques de la commune estimés pour 2050 selon différents scénarios d’émission de gaz à effet de serre sont consultables sur un site dédié publié par Météo-France en novembre 2022.

## Urbanisme

### Typologie
Au 1er janvier 2024, Quièvrecourt est catégorisée bourg rural, selon la nouvelle grille communale de densité à sept niveaux définie par l'Insee en 2022.
Elle appartient à l'unité urbaine de Neufchâtel-en-Bray, une agglomération intra-départementale regroupant deux  communes, dont elle est une commune de la banlieue,,. Par ailleurs la commune fait partie de l'aire d'attraction de Neufchâtel-en-Bray, dont elle est une commune de la couronne,. Cette aire, qui regroupe 15 communes, est catégorisée dans les aires de moins de 50 000 habitants,.

### Occupation des sols
L'occupation des sols de la commune, telle qu'elle ressort de la base de données européenne d’occupation biophysique des sols Corine Land Cover (CLC), est marquée par l'importance des territoires agricoles (94,6 % en 2018), une proportion identique à celle de 1990 (94,6 %). La répartition détaillée en 2018 est la suivante : 
prairies (94 %), zones urbanisées (5,4 %), terres arables (0,5 %), zones industrielles ou commerciales et réseaux de communication (0,1 %). L'évolution de l’occupation des sols de la commune et de ses infrastructures peut être observée sur les différentes représentations cartographiques du territoire : la carte de Cassini (XVIIIe siècle), la carte d'état-major (1820-1866) et les cartes ou photos aériennes de l'IGN pour la période actuelle (1950 à aujourd'hui).

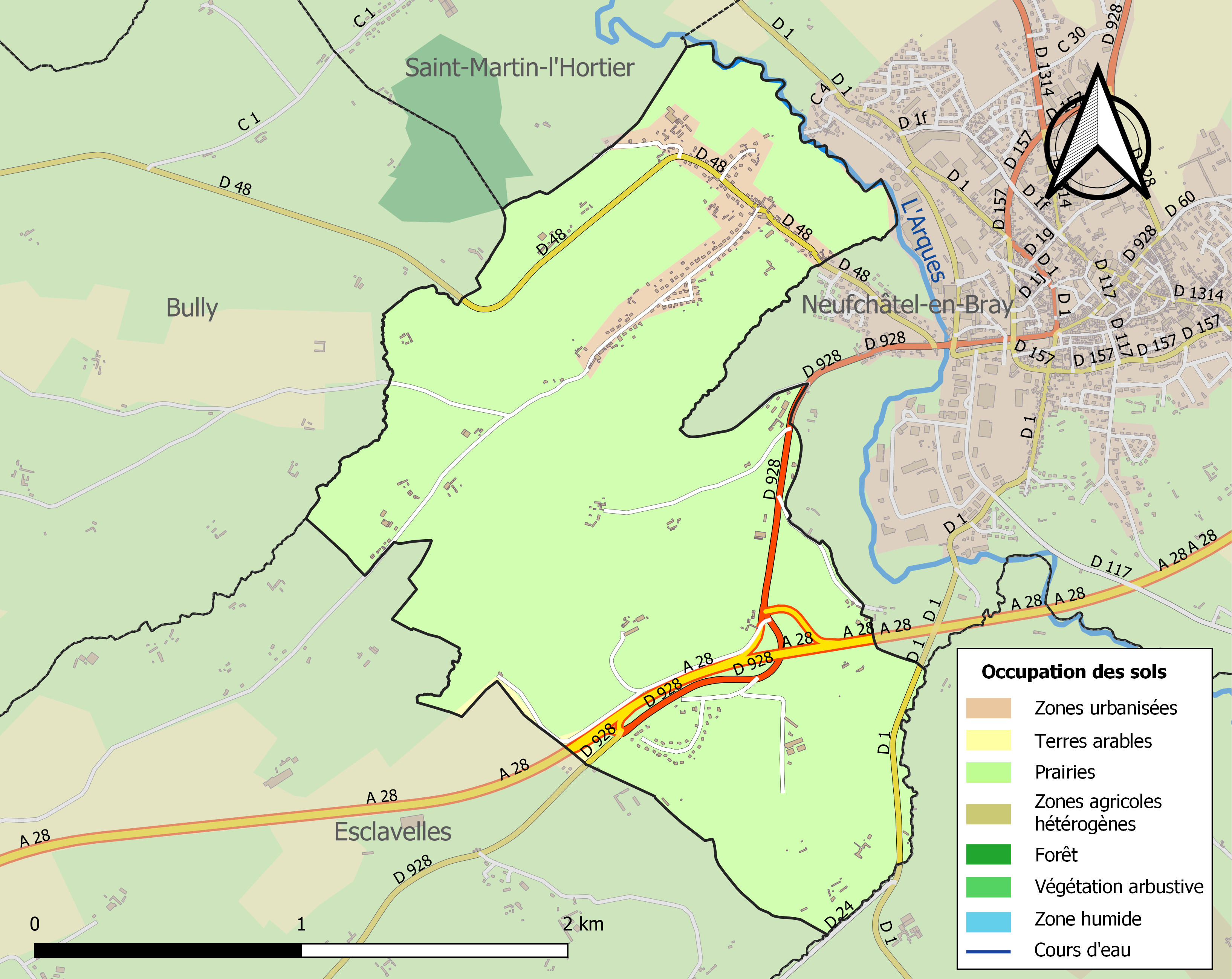
Carte des infrastructures et de l'occupation des sols de la commune en 2018 (CLC).

## Toponymie
Le nom de la localité est attesté sous la forme (de) Chevruelcurt vers 1065,.
Ce toponyme provient de l'agglutination des mots latin capra et cortem qui signifie le « domaine aux chèvres »,.

## Histoire
Les seigneurs de Quièvrecourt présentait à la cure.

### liste des seigneurs
- Robert de Quièvrecourt (milieu du XIe s)[22]
- Antoine de Bourbel (1490)[23]
- Jehan de la Mothe (1535)[23]

## Politique et administration
| Période                                  | Période                    | Identité               | Étiquette | Qualité                        |
| ---------------------------------------- | -------------------------- | ---------------------- | --------- | ------------------------------ |
| Les données manquantes sont à compléter. |                            |                        |           |                                |
| 1875                                     | 1881                       | Édouard de Fry         |           |                                |
| 1881                                     | 1887                       | Pierre Ambroise Julien |           |                                |
| 1902                                     | 1908                       | Émile Testu            |           |                                |
| Les données manquantes sont à compléter. |                            |                        |           |                                |
| juin 1995                                | 25 janvier 2014            | Jean Moisson           |           | Décédé en fonction             |
| 2014                                     | En cours (au 10 août 2020) | Philippe Chemin        |           | Réélu pour le mandat 2020-2026 |

## Démographie
L'évolution du nombre d'habitants est connue à travers les recensements de la population effectués dans la commune depuis 1793. Pour les communes de moins de 10 000 habitants, une enquête de recensement portant sur toute la population est réalisée tous les cinq ans, les populations de référence des années intermédiaires étant quant à elles estimées par interpolation ou extrapolation. Pour la commune, le premier recensement exhaustif entrant dans le cadre du nouveau dispositif a été réalisé en 2005.

En 2022, la commune comptait 401 habitants, en évolution de −10,69 % par rapport à 2016 (Seine-Maritime : +0,35 %, France hors Mayotte : +2,11 %).
| 1793 | 1800 | 1806 | 1821 | 1831 | 1836 | 1841 | 1846 | 1851 |
| ---- | ---- | ---- | ---- | ---- | ---- | ---- | ---- | ---- |
| 450  | 327  | 427  | 461  | 443  | 221  | 211  | 212  | 216  |

| 1856 | 1861 | 1866 | 1872 | 1876 | 1881 | 1886 | 1891 | 1896 |
| ---- | ---- | ---- | ---- | ---- | ---- | ---- | ---- | ---- |
| 186  | 186  | 182  | 206  | 197  | 203  | 186  | 179  | 196  |

| 1901 | 1906 | 1911 | 1921 | 1926 | 1931 | 1936 | 1946 | 1954 |
| ---- | ---- | ---- | ---- | ---- | ---- | ---- | ---- | ---- |
| 214  | 217  | 237  | 209  | 205  | 208  | 209  | 242  | 222  |

| 1962 | 1968 | 1975 | 1982 | 1990 | 1999 | 2005 | 2006 | 2010 |
| ---- | ---- | ---- | ---- | ---- | ---- | ---- | ---- | ---- |
| 213  | 222  | 296  | 374  | 469  | 419  | 424  | 421  | 459  |

| 2015 | 2020 | 2022 | - | - | - | - | - | - |
| ---- | ---- | ---- | - | - | - | - | - | - |
| 451  | 411  | 401  | - | - | - | - | - | - |

## Culture locale et patrimoine

### Lieux et monuments
- Église Saint-Ribert.

### Héraldique
| Armes de Quièvrecourt | Les armes de la commune de Quièvrecourt se blasonnent ainsi : D'azur au filet en pairle d’argent accompagné en chef d’un léopard d’or et à chacun des flancs d’une chèvre d’argent, celle de dextre contournée; au comble d’or chargé de trois ponts d’une arche de gueules maçonnés d'argent. Le léopard d'or rappelle les armes de la Normandie. Blason créé par une commission conseillée par Denis Joulain et adopté par délibération municipale en date du 26 août 2011. |